# Centre commercial New York City Center
Pour les articles homonymes, voir New York City Center (homonymie).
New York City Center est un centre commercial localisé à Barra da Tijuca, Rio de Janeiro, au Brésil. Il fut inauguré le 4 novembre 1999. Le site est rattaché au BarraShopping et ne possède que 39 commerces, mais est connu pour ses 18 cinémas et sa réplique de la statue de la Liberté.